# 布法羅湖
60°14′N 115°26′W / 60.233°N 115.433°W

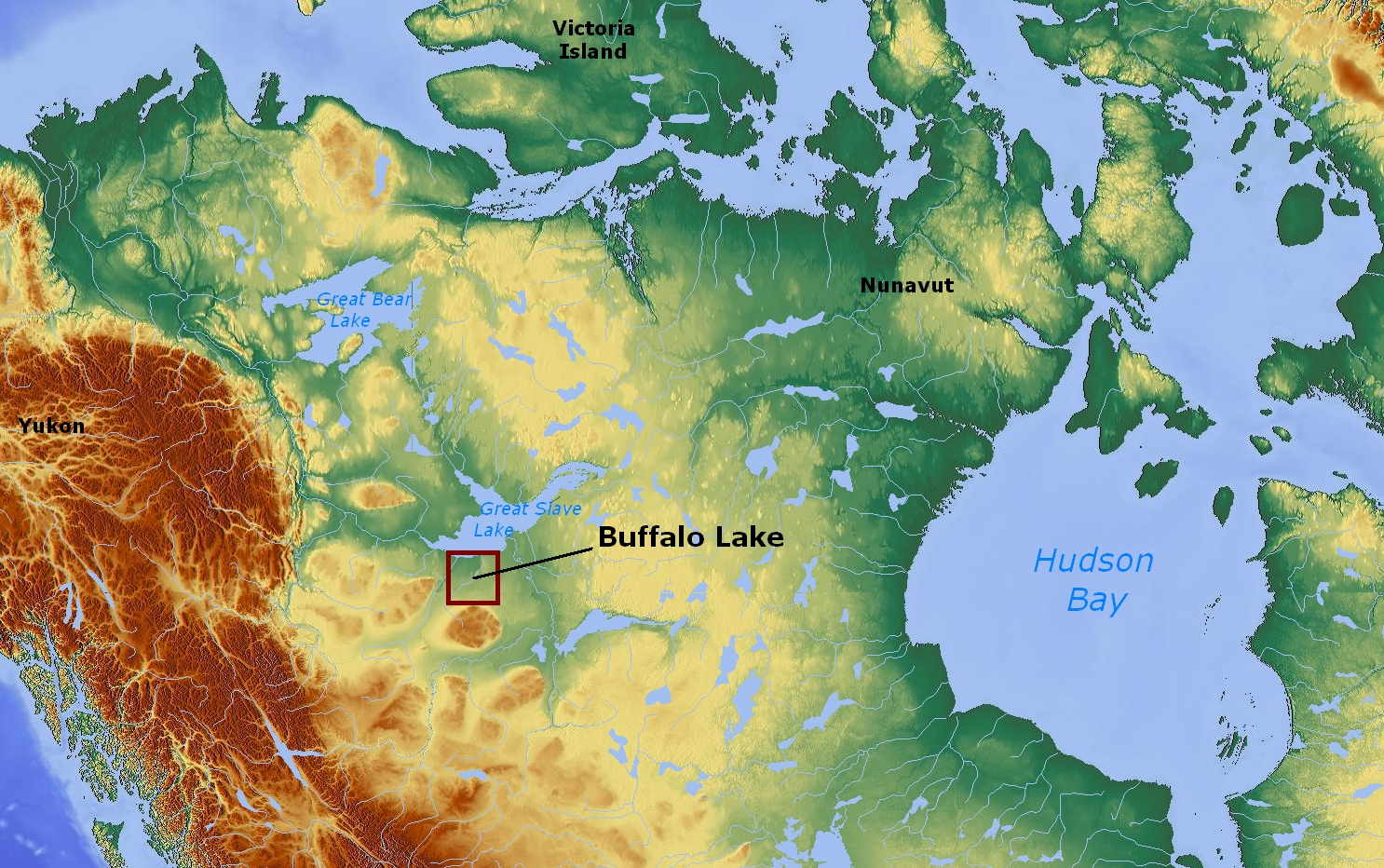

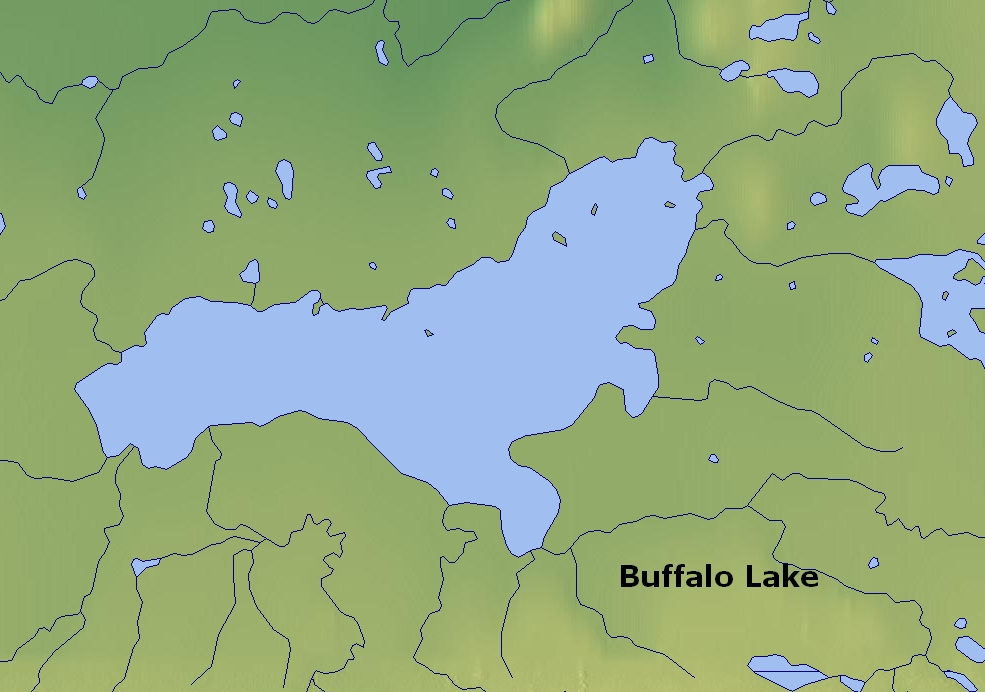

布法羅湖是加拿大的湖泊，位於該國西北部，距離大奴湖50公里，由西北地區負責管轄，長48公里、寬18公里，面積612平方公里，海拔高度265米。